# Страуд, Роберт
Ро́берт Фра́нклин Стра́уд (англ. Robert Franklin Stroud; 28 января 1890, Сиэтл, штат Вашингтон, США — 21 ноября 1963, Медицинский центр федеральных заключённых, Спрингфилд, Миссури, США) — американский преступник, более известный как «Птицелов из Алькатраса». Находясь в заключении, нашёл своё утешение и призвание в ловле и продаже птиц. Отбывал наказание в Алькатрасе. Несмотря на прозвище, он никогда не держал птиц в Алькатрасе и занимался этим только до тех пор, пока его не перевели в Алькатрас из Ливенуорта.

## Биография

### Молодость
Роберт Франклин Страуд родился в Сиэтле (штат Вашингтон), у супругов Элизабет и Бена Страуд, став их первенцем. Страуд ушёл из дома в раннем возрасте и к 1908 году уже находился в пограничном городе Кордова (штат Аляска). Там он познакомился с 36-летней Китти О’Брайан. Она работала конферансье танцевального зала, а в остальное время занималась проституцией. У них завязались отношения и в ноябре они двинулись в Джуно.

### Арест, суд и заключение
Страуда арестовали по подозрению в убийстве Чарли фон Дамера. При задержании у него нашли бумажник фон Дамера. По словам Страуда, 18 января 1909 года, он был на работе, а его знакомую Китти изнасиловал и сильно избил Чарли фон Дамер. И когда он вернулся с работы, то набросился на фон Дамера. Кончилась драка смертью фон Дамера от огнестрельного ранения. Однако, согласно полицейскому рапорту, Китти продолжала заниматься проституцией и после её прибытия в Джуно, а Страуд был её сутенёром. Из рапорта следовало, что Страуд избил лежащего без сознания фон Дамера и затем застрелил его в упор и забрал его бумажник. И хотя мать Страуда, Элизабет, наняла хорошего адвоката для сына, 23 августа 1909 года он был обвинён в убийстве и приговорён к 12 годам в исправительной колонии на острове МакНэйл.

### Жизнь в тюрьме
5 сентября 1912 года Страуд был приговорён к дополнительным шести месяцам за конфликт с тюремной больницей и перешёл в тюрьму Ливенуорт, в штате Канзас. В Ливенуорте охрана в тюремной столовой сделала Страуду замечание за небольшое нарушение правила. И хотя нарушение и не было серьёзным, из-за него, вероятно, и отменили свидание Страуда с его младшим братом, которого он не видел восемь лет. В отместку Страуд 26 марта 1916 года заколол охранника Эндрю Тёрнера. За это 27 мая Страуда приговорили к казни через повешение и перевели в камеру смертников. Верховный суд США отменил смертный приговор и назначил пересмотр дела на май 1918 года. 28 июня того же года Страуда снова приговорили к смерти и исполнение приговора назначили на 23 апреля 1920 года.
Мать Страуда написала президенту Вудро Вильсону и его жене, Эдит Боллинг Вилсон, письмо об отмене казни. Приговор Страуда изменили на пожизненное заключение.

### История прозвища
Во время заключения в Ливенуорте Страуд подобрал трёх раненых воробьёв в тюремном дворе и взял их себе. Воробьи развлекали его, а он о них заботился. Вскоре воробьи выздоровели и улетели, и Страуд занялся канарейками. Но начальник тюрьмы ненавидел Страуда за убийство охранника и не давал ему заниматься птицами всерьёз.
Вскоре начальник тюрьмы сменился, и новая администрация посчитала Страуда образцовым заключённым. Они снабдили Страуда клетками, кормами, книгами и прочим, чтобы он мог заниматься любимым делом. Коллекция Страуда сильно выросла, и он написал две книги (англ. Diseases of Canaries, 1933, и англ. Stroud's Digest on the Diseases of Birds, 1943), которые были изданы и пользовались популярностью.
Через несколько лет во время проверки было обнаружено, что Страуд использует материалы, выделяемые для птиц, не по назначению, а для получения самогона и других запрещённых веществ.

### Заключение в Алькатрасе
Страуд был переведён в Алькатрас 19 декабря 1942 года. В Алькатрасе Страуд шесть лет просидел в камере, и ещё 11 лет в тюремной больнице. Ему был дан доступ к тюремной библиотеке и Страуд стал изучать юриспруденцию. С новыми знаниями, Страуд стал подавать одно за другим прошения об уменьшении срока его заключения. В 1959 году из-за сильного ухудшения здоровья Страуда перевели в Медицинский центр федеральных заключённых в Спрингфилде, Миссури. Все прошения Страуда были отклонены, и 21 ноября 1963 года Роберт Франклин Страуд умер в Спрингфилдском центре в возрасте 73 лет после 54 лет лишения свободы.

### «Птицелов из Алькатраса» в культуре
- Фильм «Любитель птиц из Алькатраса» (англ. Birdman of Alcatraz). В главной роли — Берт Ланкастер.
- Книга «Самый грустный человек» писателя Перча Зейтунцяна.
- В программе «Повседневное-Сверхъестественное» на телеканале Discovery Investigation, был одним из возможных призраков, обитающих в тюрьме Алькатрас.
- Фильм «Побег из Шоушенка» — заключенный библиотекарь Брукс Хетлен, приручивший ворона.